# Chiesa di San Clemente (Latera)
La chiesa di San Clemente, nota anche con il titolo di collegiata, è la parrocchiale di Latera, in provincia e diocesi di Viterbo; fa parte della zona pastorale di Acquapendente.

## Storia
All'inizio del XVII secolo la vecchia chiesa laterese era ormai insufficiente a soddisfare le esigenze dei fedeli, cosicché nel 1603 iniziarono i lavori di rifacimento del luogo di culto, poi portati a termine nel 1614; la nuova sagrestia venne aggiunta nel 1640 e nel 1682 fu murato l'oculo della facciata.
Nel 1725 si procedette alla realizzazione della balaustra in marmo dell'altare maggiore e nel 1755 il presbiterio fu dotato del nuovo coro; tra il 1789 e il 1790 venne eretta la torre campanaria su disegno dell'architetto Ridolfi.
La finestra sovrastante il portale maggiore fu oppilata nel 1792 e, nel medesimo decennio, si provvide a risistemare le volte a crociera delle navate laterali e costruire quattro nuovi altari laterali intitolati a san Gregorio papa, a san Francesco d'Assisi, a san Giovanni Battista e alla Madonna del Rosario.
Il complesso della chiesa e del campanile, danneggiati durante la seconda guerra mondiale, vennero restaurati a partire dal 1945; negli anni settanta, in ossequio alle norme postconciliari, la parrocchiale fu dotata dell'ambone e della mensa eucaristica rivolta verso l'assemblea.

## Descrizione

### Esterno
La facciata a salienti della chiesa, che volge a settentrione, è composta di tre corpi: quello centrale, più alto, presenta il portale maggiore architravato, un mosaico con soggetto San Clemente I Papa e un oculo murato, mentre le ali laterali sono caratterizzate dagli ingressi secondari e da due finestre di forma rettangolare.
Annesso alla parrocchiale è il campanile a base quadrata, la cui cella presenta su ogni lato una monofora a tutto sesto ed è coperta dal coronamento curvilineo.

### Interno
L'interno dell'edificio si compone di tre navate, separate da pilastri sorreggenti ampie arcate a tutto sesto per lato e abbelliti da lesene con capitelli ionici sorreggenti la trabeazione aggettante e modanata sopra la quale si eleva un registro attico d'ordine tuscanico, su cui s'impostano a loro volte il soffitto piano, mentre le due navate minori presentano delle volte a crociera; al termine dell'aula si sviluppa il presbiterio, rialzato di due gradini e chiuso dall'abside di forma semicircolare, abbellita da paraste composite.
Qui sono conservate diverse opere di pregio, tra le quali la pala con soggetto San Clemente, di scuola romana, e le tele raffiguranti rispettivamente la Madonna del Carmine e San Carlo, Sant'Angelo Martire e la Madonna del Rosario, quest'ultima attribuita al toscano Nasini.